# Родіонов Олексій Олексійович
Олексій Олексійович Родіо́нов (27 березня 1922 — 18 травня 2013) — радянський дипломат, Надзвичайний і Повноважний Посол СРСР.

## Біографія
Народився 27 березня 1922 року в Москві. Закінчив Вищу дипломатичну школу Міністерства іноземних справ СРСР.
До вступу у Вищу дипломатичну школу Міністерства іноземних справ СРСР працював в Омській області на комсомольській і партійній роботі. Він був першим секретарем Омського обкому ВЛКСМ.
У 1953–1960 рр. — перший секретар Омського міського комітету КПРС.
У 1960–1961 рр. — другий секретар Омського обласного комітету КПРС.
У 1964 — співробітник центрального апарату Міністерства іноземних справ СРСР.
У 1964–1966 рр. — радник-посланник посольства СРСР в Індії.
У 1966–1968 рр. — Надзвичайний і Повноважний Посол СРСР в Бірмі.
У 1968–1971 рр. — Міністр іноземних справ РРФСР, член Колегії Міністерство іноземних справ СРСР.
У 1971–1974 рр. — Надзвичайний і Повноважний Посол СРСР в Пакистані.
У 1974–1983 рр. — Надзвичайний і Повноважний Посол СРСР в Туреччині.
У 1983–1990 рр. — Надзвичайний і Повноважний Посол СРСР в Канаді.

## Нагороди та відзнаки
- Орден Жовтневої Революції;
- Чотири ордена Трудового Червоного Прапора;
- Орден Дружби народів;
- Орден «Знак Пошани».

## Автор праць
- «Турция. Перекресток судеб. Воспоминания посла». (М., 2006)[4]
- «СССР — Канада. Записки последнего советского посла».(М., 2007)[5]